# 馬蒂雷斯縣

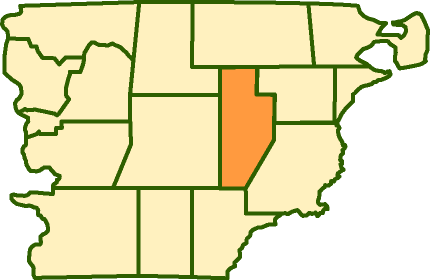

43°43′S 67°15′W / 43.717°S 67.250°W
馬蒂雷斯縣（西班牙語：Departamento Mártires），是阿根廷的縣份，位於該國中部丘布特省，首府設於拉斯普盧馬斯，面積15,445平方公里，2010年人口778，人口密度每平方公里0.1人。